# Frank Capra
Frank Capra (n. 18 mai 1897, Bisacquino, Sicilia, Regatul Italiei – d. 3 septembrie 1991, La Quinta⁠(d), California, SUA) a fost  un regizor american originar din Sicilia, Italia. Principalele sale realizări sunt O viață minunată, Domnul Smith merge la Washington, S-a întâmplat într-o noapte, You Can't Take It with You⁠(d), Extravagantul domn Deeds, Orizont pierdut (roman), Vi-l prezint pe John Doe și Arsenic and Old Lace.

## Biografie
La vârsta de 6 ani a emigrat împreună cu familia în SUA. După ce a încercat câteva meserii în industria filmului, a devenit regizor.

## Filmografie
- 1922 Pensiunea Fultah Fischer (Fultah Fischer's Boarding House)
- 1926 Campionul forței (The Strong Man)
- 1927 For the Love of Mike⁠(d)
- 1927 Pantalonii lungi (Long Pants)
- 1928 The Power of the Press⁠(d)
- 1928 Say It with Sables⁠(d)
- 1928 So This Is Love⁠(d)
- 1928 Submarine (Submarine)
- 1928 The Way of the Strong⁠(d)
- 1928 That Certain Thing⁠(d)
- 1928 The Matinee Idol⁠(d)
- 1929 Zbor (Flight)
- 1929 Afacerea Donovan (The Donovan Affair)
- 1929 The Younger Generation⁠(d)
- 1930 Rain or Shine⁠(d)
- 1930 Dragostea unei femei pierdute (Ladies of Leisure)
- 1931 Dirigible⁠(d)
- 1931 Femeia miracolelor (The Miracle Woman)
- 1931 Patima blondă (Platinum Blonde)
- 1932 Iluzii de fericire (Forbidden)
- 1932 Nebunia bancară (American Madness)
- 1932 Generalul Yen (The Bitter Tea of General Yen)
- 1933 Aristocrată pentru o zi (Lady for a Day⁠)
- 1934 S-a întâmplat într-o noapte (It Happened One Night)
- 1934 Strict confidențial (Broadway Bill⁠)
- 1936 Extravagantul domn Deeds (Mr. Deeds Goes to Town)
- 1937 Orizont pierdut (Lost Horizon)
- 1938 Nu o poți lua cu tine după moarte (You Can't Take It with You⁠)
- 1939 Domnul Smith merge la Washington (Mr. Smith Goes to Washington)
- 1941Vi-l prezint pe John Doe (Meet John Doe)
- 1944 Arsenic și dantelă veche (film) (Arsenic and Old Lace)
- 1944 The Battle of China⁠(d)
- 1946 O viață minunată (It's a Wonderful Life)
- 1948 Discurs privind Starea Uniunii / O poveste adevărată (The State of the Union)
- 1950 Zi norocoasă (Riding High)
- 1951 Sosește mirele (Comes the Groom)
- 1959 O adevărată pacoste (A Hole in the Head)
- 1961 O poveste ca în filme (Pocketful of Miracles)